# Phaeoura quernaria
Phaeoura quernaria là một loài bướm đêm trong họ Geometridae.